# 日本國鐵ED73型電力機車
ED73型电力机车（日语：ED73形電気機関車）是日本国有铁道的交流电力机车车型之一，适用于供电制式为20千伏60赫兹的工频单相交流电气化铁路，于1962年由东芝公司研制成功，也是日本国铁最后一种采用水银整流器的交流电力机车。

## 发展历史

### 研制
1961年，日本国有铁道对鹿儿岛本线门司港至久留米区段进行交流电化改造，东芝公司在吸取ED71 2号机车研制和运用经验的基础上，为九州地区开发研制了ED72型电力机车。1962年，东芝公司又研制了同系列的ED73型电力机车。其中，ED72型电力机车设有为旅客列车供暖的蒸汽锅炉，因而主要用于牵引普通旅客列车。而ED73型电力机车则相当于取消了蒸汽锅炉和中间转向架的ED72型电力机车，主要用于牵引货物列车和20系寝台列车（蓝色列车）。
1962年至1963年间，东芝公司小批量生产了共22台ED73型电力机车。第一批11台机车（1～11）于1962年制造，目的是满足鹿儿岛本线货物列车的牵引需要，制造预算由国铁昭和36年度第3次债务承担。第一批11台机车（12～22）于1963年制造，以满足鹿儿岛本线货物列车的增发需要，制造预算由国铁昭和37年度第1次债务承担。

### 运用
ED73型电力机车全部配属于门司机关区并投入鹿儿岛本线运用，主要担当门司编组站至鸟栖站的货物列车、以及无需蒸汽供暖的寝台列车的牵引任务。ED73型电力机车和ED72型电力机车一样，由于机车轴重相对较大，即使九州地区主要干线全面实现交流电化之后，仍然限定运用于线路条件较好的北部九州地区（熊本以北）。
1964年10月1日，因应东海道新干线全线通车，日本国铁实施了大范围运行图调整，开行了新大阪至博多的“燕号”和“鸽子号”特急旅客列车，由直流专用的151系电力动车组担当，因此列车在下关以西需要使用电力机车牵引，并在机后一位加挂Saya420型电源车，为列车供应照明和空调电源。列车在门司至下关之间使用EF30型电力机车牵引，而门司至博多之间则由ED73型电力机车牵引。专门用于牵引这两对列车的ED73型电力机车（15～22）进行相应改造，包括加装了配合电力动车组的控制电路系统，以及控制电源车快速降弓和停止电动发电机的紧急开关。1965年10月1日，随着双电流制的481系电力动车组投入服务，“燕号”和“鸽子号”列车不再需要电力机车牵引，ED73型电力机车亦恢复为原来的状态。
1968年，为了提高寝台旅客列车的旅行速度，日本国铁对所有20系客车进行制动系统改造，通过对原本的AS空气制动机加装电空阀、中继阀等电控装置改造为AREB电空制动机，实现列车制动系统的电控化，使列车最高运行速度由95公里/小时提高至110公里/小时。为了配合20系寝台列车的电空制动改造，及满足10000系高速货物列车的牵引需要，九州地区的ED73型电力机车亦进行了相应改造。改造内容包括加装机车电空制动机，制动信号通过车辆及机车间的KE72型电气连接器传送；加装总风管以满足20系客车空气弹簧的用风需要；安装了与20系客车乘务员室相连的有线电话，车端加装KE59型电气连接器；对主变压器和高压调压开关等电气设备进行少量调整，以适应高速运转的需要。完成改造的机车改称为ED73型1000番台电力机车，首12台机车（1～12）于1968年完成改造，而其余10台机车（13～22）于翌年完成改造。然而，由于受到机车的性能限制，20系客车在九州地区的最高运转速度为100公里/小时。而ED73型1000番台电力机车亦限定运用于除日丰本线以外的北部九州地区。
1970年，鹿儿岛本线全线电气化完成改造，专门为牵引特急旅客列车和高速货物列车而设计的ED76型1000番台电力机车亦投入运用。1980年，原本运用于北陆本线的部分EF70型电力机车转配属门司机关区，用来替换日益老化的ED72、ED73型电力机车。至1982年，全部ED73型电力机车停运报废。其中，ED73 1016号机车报废后曾经存放于小仓工厂（今小仓综合车辆中心），直至2006年左右因年久失修而解体处理。

## 技术特点

### 总体布置
ED73型电力机车是客货运通用的交流电力机车，适用于供电制式为20千伏60赫兹的工频单相交流电气化铁路。机车采用轻量化全钢焊接结构箱型车体，车体形式与ED72型电力机车大致相同，同样采用前端非贯通结构，但由于ED73型电力机车并没有搭载蒸汽锅炉，因此车体长度也比前者缩短了3000毫米。
车体两端各设有一个司机室，司机室内机车运行方向的左侧设有司机操纵台，司机室两侧设有供乘务员乘降的车门。车体中部是设有各种机械及电气装置的机械室，内设有贯通式双侧内走廊连接两端司机室，主变压器、控制电器及辅助机械等设备均采用单元化的布置方式，以便进行检修维护。车顶安装有两台PS100型双臂式受电弓、高速断路器、避雷器、主熔断器等高压电气设备。

### 电气系统
ED73型电力机车是交—直流电传动的整流器式电力机车，机车主电路由空气断路器、主变压器、水银整流器、调压开关、牵引电动机、电路保护装置等组成。机车从架空接触网获取高压交流电后，首先经过主变压器降低电压，再通过整流器转换成脉流电（即方向不变而只有电压变化的直流电），并供电给牵引电动机。
机车主电路系统和调速控制系统与ED72型电力机车完全相同。机车装用一台干式风冷的TM6型主变压器，额定容量为2050千伏安。整流装置采用由八个引燃管组成的RM2型水银整流器，整流器额定功率为2052千瓦，额定整流电压为750伏特，额定整流电流为4×684安培。四台牵引电动机全部永久并联连接，使用MT52型四极串励直流电动机，小时功率为475千瓦。
机车使用变压器高压侧调压、整流器相位控制、牵引电动机磁场削弱来达到调节速度的目的。1970年，ED73型电力机车进行了以硅整流器取代引燃管整流器的改造，但由于硅整流器是不可控整流电路，因此改用硅整流器的电力机车亦失去了栅极相位控制功能。

### 转向架
机车走行部包括两台DT119B型二轴转向架，构架采用“日”字形的钢板焊接结构，轴箱采用无磨耗的拉板式定位结构。转向架采用全旁承支重方式，车体全部重量通过四个旁承支座坐落在两台转向架上。一系悬挂为轴箱顶端螺旋弹簧和橡胶垫，二系旁承悬挂为每侧两个并联的螺旋圆弹簧组，并配有垂向油压减震器。使用了低位反向牵引杆装置，牵引点高度接近于轨道平面，减少牵引列车起动时的轴重转移。
ED73型电力机车采用轴悬式驱动装置，牵引电动机的一侧通过抱轴瓦刚性地支承在车轴上，另一侧通过吊杆悬挂在转向架构架上，牵引电动机输出的转矩通过一级减速齿轮传递给轮对，齿轮传动比为4.44（16：71）。